# Maury Povich
Maurice Richard "Maury" Povich, ameriški komik in igralec, * 17. januar 1939, Washington, D.C., ZDA.